# Hermanniellidae
Hermanniellidae (лат.) — семейство клещей из подотряда панцирных (Oribatida, Brachypylina). Около 60 видов. Неотропика и Неарктика.

## Описание
Длина тела, как правило, менее 1 мм. Широкие, темноокрашенные с выпуклой дорсальной поверхностью. Обитают в подстилке в лесах умеренного и тропического пояса, а также в прибрежных средах обитания, где взрослые особи выглядят как обычные макрофитофаги, питающиеся влажными опавшими листьями. Незрелые стадии развития эндофаги, зарываются в разлагающемся растительном материале, таком как валежник и лиственная хвоя. Все описанные в настоящее время роды германниеллид представлены в Неотропиках, где некоторые виды — обитатели полога.

## Классификация
10 родов и 57 видов
- Akansilvanus Fujikawa, 1993
- Ampullobates Grandjean, 1962
- Baloghacarus Mahunka, 1983
- Dicastribates J. & P. Balogh, 1988
- Hermanniella Berlese, 1908
- Hermannobates Hammer, 1961
- Issaniella Grandjean, 1962
- Mahunkobates Calugar, 1989
- Sacculobates Grandjean, 1962
  - =Bruneiella Mahunka, 1997